# Západní Čechy
Západní Čechy (německy Westböhmen) je nepřesné neoficiální geografické označení oblasti v západní části Česka, respektive historicko-geografického regionu Čech, sousedící s německými zeměmi Bavorsko a Sasko.

## Geografie
Pojem se územně přibližně shoduje se Západočeským krajem, někdejším správním celkem existujícím v letech 1960–1990, respektive do 31. 12. 2020. 
Severní část oblasti západních Čech (okresy Cheb, Karlovy Vary a Sokolov) spadají do západní části regionu soudržnosti Severozápad a jižní část oblasti (okresy Domažlice, Klatovy, Plzeň-město, Plzeň-jih, Plzeň-sever, Rokycany a Tachov) do západní části regionu soudržnosti Jihozápad

## Popis

### Správa
V letech 1960–1990, resp. 2020 existovala správní jednotka Západočeský kraj, jež tvořila politicko-správní strukturu oblasti. Po jeho zrušení byl v roce 2000 nahrazen kraji Plzeňským a Karlovarským, jejichž vnější hranice se částečně překrývají.
Pojem západní Čechy se používal zejména v poválečném období. Od roku 1948 nese např. muzeum v Plzni název Západočeské muzeum a také tamní Západočeská univerzita, založená v roce 1991.

### Lázeňství

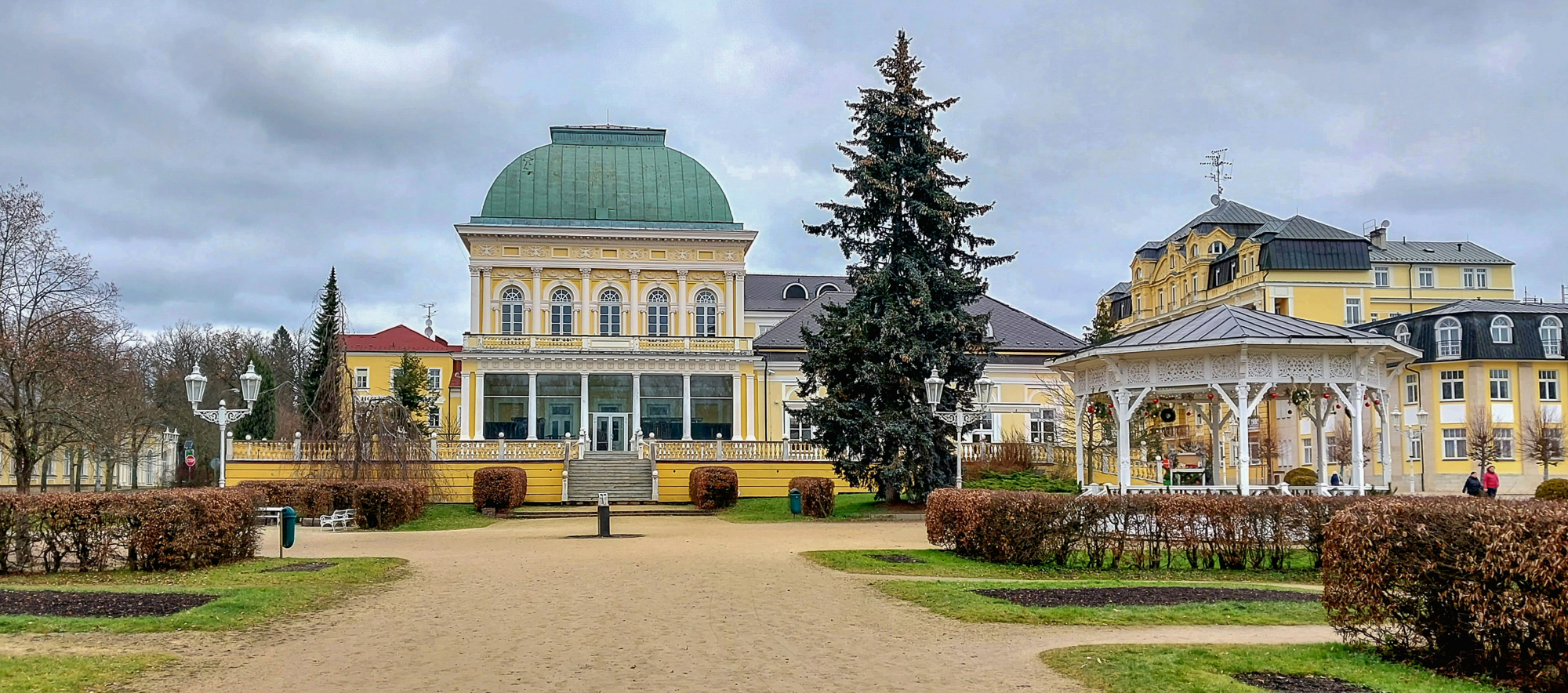
Františkovy Lázně

Zažitým pojmem je rovněž Západočeský lázeňský trojúhelník pro tři česká lázeňská města Karlovy Vary, Mariánské Lázně a Františkovy Lázně, která jsou od roku 2021 také společně zapsána na seznam Světového dědictví UNESCO v oboru lázeňství jako Slavná lázeňská města Evropy.

### Vulkanismus
V západních Čechách se nacházejí vulkanická pole s pleistocenní sopečnou činností. Aktivní oblasti jsou na Železné hůrce a Komorní hůrce. Výzkumu těchto míst se věnoval např. slavný německý spisovatel a vědec Johann Wolfgang von Goethe.
Do této oblasti u Františkových Lázní spadá také přírodní rezervace Soos, součást přírodní rezervace Děvín.
V západních Čechách na Chebsku a sousedním Fojtsku (Vogtland) se vyskytují rojová zemětřesení. Znatelné otřesy v této oblasti byly pozorovány v letech 1897, 1903, 1908, 1936 a 1962, 1985 a 2000. V zimě 1985/1986  bylo naměřeno dosud nejsilnější zemětřesení v této oblasti o síle 4,6 stupně Richterovy stupnice. Podobné síly dosáhla série otřesů v roce 2014 (4,2–4,6 st.) s epicentrem poblíž obce Nový Kostel v hloubce 8,5 km pod zemí. K dosud naposledy zaznamenaným otřesům zde došlo v červenci/srpnu 2018 a lednu 2019. Seismická aktivita byla také v dubnu 2020 a srpnu 2021 v oblasti obcí Luby a Milhostov.

## Významná města

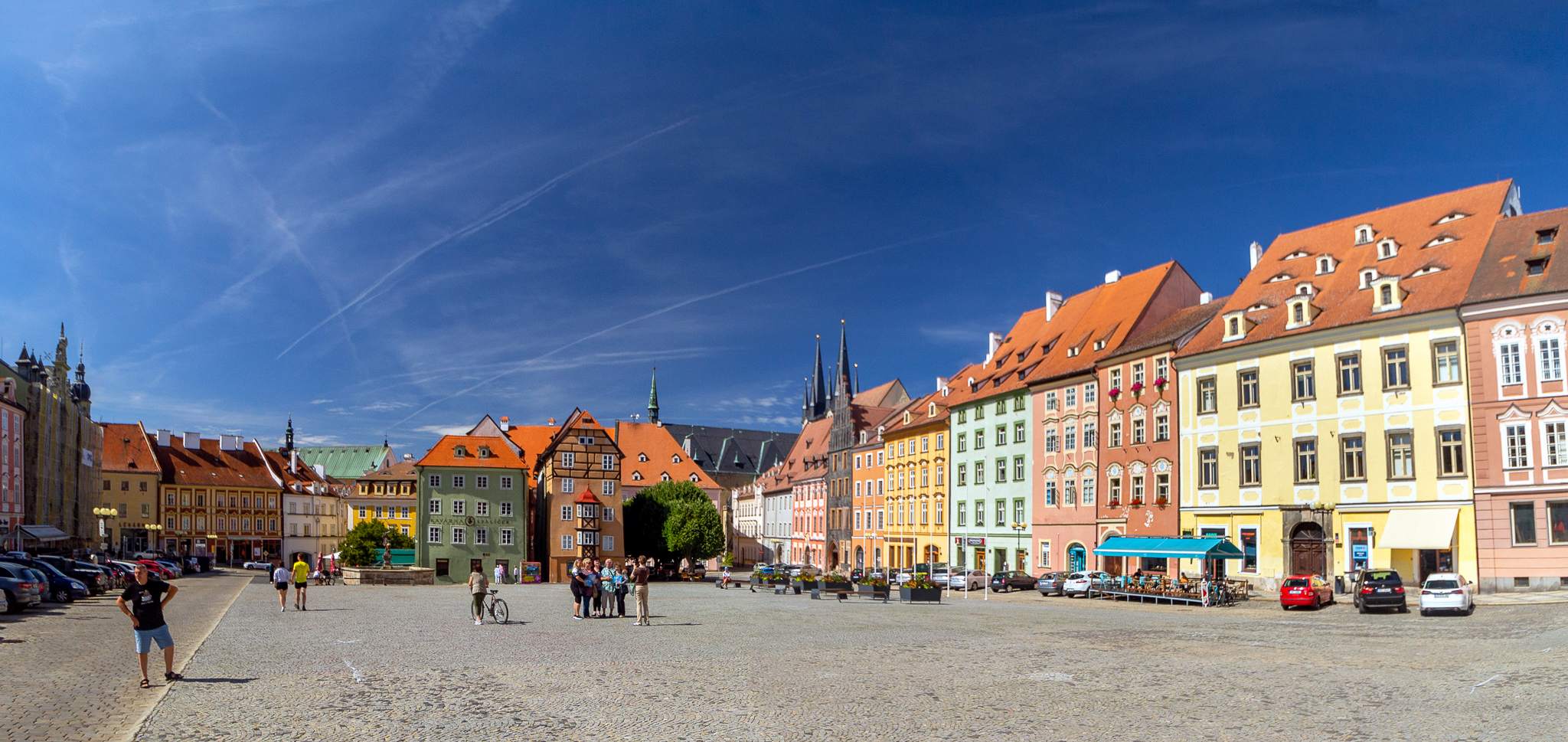
Historické město Cheb, náměstí Krále Jiřího z Poděbrad

- Plzeň
- Karlovy Vary
- Cheb
- Tachov
- Mariánské Lázně
- Domažlice
- Klatovy
- Sokolov